# Робертс, Том
Томас Уильям Робертс (англ. Thomas William «Tom» Roberts; 9 марта 1856 — 14 сентября 1931) — австралийский художник,  один из крупнейших представителей Гейдельбергской школы, реалистического течения в австралийской живописи конца XIX века.

## Биография
Том Робертс родился 9 марта 1856 года в английском городке Дорчестер, в семье Ричарда Робертса, журналиста, и его жены Матильды Агнес Кела (Эванс). 
Получил образование в грамматической школе Дорчестера. После смерти отца семья иммигрировала в Австралию, где уже проживала часть родственников, поселившись в 1869 году в одном из пригородов Мельбурна. Так как жизнь была непростой, Тому приходилось долгое время помогать своей матери шить на заказ сумки. С 1870-х годов он стал интересоваться живописью, которой обычно обучался по ночам под присмотром Луиса Бувелота, швейцарского художника, переехавшего в Австралию. В это же время Робертс познакомился с рядом других известных художников, например, Фредериком Мак-Каббином, который стал одним из его лучших друзей. В 1874 году он стал ходить на вечерние занятия в школе Национальной галереи, где посещал занятия по рисованию Томаса Кларка, хотя обучался на фотографа. С 1877 по 1879 год обучался в Школе живописи при Национальной галерее, а в 1878 году также посещал занятия по анатомии в Мельбурнской больнице и Университете Мельбурна. В 1880 году Робертс стал членом Викторианской академии искусств.
В 1881 году он отправился в Лондон для обучения в Королевской академии художеств, оставаясь в Великобритании до 1884 года. За эти годы Робертс также посетил Испанию, Венецию, Париж, подвергшись сильному влиянию импрессионизма. В 1885 году вернулся обратно в Австралию.
На протяжении 1880—1890-х годов Робертс работал в штате Виктория в своей собственной студии в городе Мельбурн. В 1896 году женился на 35-летней Элизабет Уилльямсон, которая вскоре родила ему сына. Большая часть его знаменитых работ была написана именно в этот период жизни. Кроме того, Робертс считался отличным экспертом в изготовлении рамок для картин, и в 1903—1914 годах, когда он уже мало занимался живописью, большая часть дохода его семьи состояла именно от продаж этих рамок.
Годы Первой мировой войны Робертс провёл в Англии, помогая в одном из госпиталей. В декабре 1919 года он вновь вернулся в Австралию. В 1928 году умерла его первая жена, и Робертс женился на Джин Бойес. Умер он в 1931 году от рака недалеко от Мельбурна.

## Творчество
За свои годы жизни Том Робертс написал большое количество пейзажей и портретов (часть из них была написана в художественном лагере совместно с Мак-Каббином), однако его наиболее известными работами, которые принесли ему славу, считаются два больших полотна: «Стрижка овец» (англ. Shearing the Rams) и «Большая картина» (англ. The Big Picture).
Картина «Стрижка овец» была начата во время визита Робертса на овцеводческую ферму в Броклесби в южной части Нового Южного Уэльса, а закончена спустя несколько лет в Мельбурне. Основным предметом произведения стало овцеводство, которое в то время играло весьма важное значение в экономике британской колонии, и его продукция составляла основу экспорта Австралии. Когда картина была впервые представлена, многие специалисты подвергли её критике, посчитав, что эту работу трудно причислить к произведениям высокого искусства. Тем не менее, мотив «Стрижки овец» оказался весьма близким многим австралийцам, хотя запечатлённый процесс нельзя назвать полностью реалистичным.
Робертс уделил в своём творчестве значительное внимание сельской тематике, так как гордился трудом обычных австралийцев. Процесс стрижки овец запечатлён, например, на картине «Золотое руно» (англ. The Golden Fleece), а человек, занимающийся рубкой деревьев, на картине «Дровокол» (англ. Wood splitters). Многие произведения Робертса представляют собой пейзажи или картины на небольших полотнах (например, размером с коробку от сигар).
На «Большой картине» запечатлено первое заседание Парламента Австралии. Картина в настоящее время хранится в Национальной галерее Австралии.